# Anton Doboș
Anton Doboș (Sărmașu, 13 ottobre 1965) è un ex calciatore rumeno, di ruolo difensore.

## Palmarès

### Club
- Campionato rumeno: 5

Dinamo Bucarest: 1989-90
Steaua Bucarest: 1992-93, 1993-94, 1994-95, 1995-96
- Coppa di Romania: 3

Dinamo Bucarest: 1989-90
Steaua Bucarest: 1991–92, 1995–96
- Supercoppa di Romania: 2

Steaua Bucarest: 1994, 1995
- Coppa di Grecia: 1

AEK Atene: 1996-1997
- Supercoppa di Grecia: 1

AEK Atene: 1996